# Rochefortia septentrionalis
Rochefortia septentrionalis är en strävbladig växtart som beskrevs av Gerhard Klotz. Rochefortia septentrionalis ingår i släktet Rochefortia och familjen strävbladiga växter.

## Underarter
Arten delas in i följande underarter:
- R. s. cristalensis
- R. s. obovata